# Дар-Салум
Дар-Салу́м (Дар-Солум) — невеликий кораловий острів в Червоному морі в архіпелазі Дахлак, належить Еритреї, адміністративно відноситься до району Дахлак регіону Семіен-Кей-Бахрі.

## Географія
Розташований на північвід острова Дур-Оттун. Має овальну, видовжену з півночі на південь, форму з невеликим півостровом на південному заході. Утворився шляхом природного з'єднання з іншим островом Дур-Афрус. Довжина 2,8 км, ширина до 1,5 км. Острів облямований піщаними мілинами та кораловими рифами.